# Polska Liga Koszykówki Kobiet 2012/2013
Polska Liga Koszykówki Kobiet 2012/2013 – 79. edycja rozgrywek o tytuł mistrza Polski w koszykówce kobiet, organizowany przez Polski Związek Koszykówki. Triumfatorem rozgrywek zostało CCC Polkowice.

## Kluby
- Artego Bydgoszcz
- AZS OPTeam Rzeszów
- CCC Polkowice
- Centrum Wzgórze Gdynia
- Enea AZS AJP Gorzów Wielkopolski
- Energa Toruń
- KK ROW Rybnik
- Matizol Lider Pruszków
- PTK Pabianice
- Widzew Łódź
- Wisła Kraków

## Sezon zasadniczy

### Tabela końcowa
awans do play-off
     baraże o 9. miejsce
| Lp. | Drużyna                          | M                        | Mecze                    | Mecze                    | Punkty                   | Punkty                   | Punkty                   | Punkty                   | Pkt                      |
| Lp. | Drużyna                          | M                        | W                        | P                        | +                        | -                        | +/-                      | Stosunek                 | Pkt                      |
| --- | -------------------------------- | ------------------------ | ------------------------ | ------------------------ | ------------------------ | ------------------------ | ------------------------ | ------------------------ | ------------------------ |
| 1.  | CCC Polkowice                    | 18                       | 17                       | 1                        | 1308                     | 928                      | 380                      | 0.9444                   | 35                       |
| 2.  | Artego Bydgoszcz                 | 18                       | 16                       | 2                        | 1392                     | 1074                     | 318                      | 0.8889                   | 34                       |
| 3.  | Wisła Kraków                     | 18                       | 14                       | 4                        | 1265                     | 1011                     | 254                      | 0.7778                   | 32                       |
| 4.  | Energa Toruń                     | 18                       | 12                       | 6                        | 1282                     | 1161                     | 121                      | 0.6667                   | 30                       |
| 5.  | Matizol Lider Pruszków           | 18                       | 11                       | 7                        | 1137                     | 1043                     | 94                       | 0.6111                   | 29                       |
| 6.  | Enea AZS AJP Gorzów Wielkopolski | 18                       | 8                        | 10                       | 1127                     | 1164                     | -37                      | 0.4444                   | 26                       |
| 7.  | Centrum Wzgórze Gdynia           | 18                       | 6                        | 12                       | 1185                     | 1301                     | -116                     | 0.3333                   | 24                       |
| 8.  | Widzew Łódź                      | 18                       | 3                        | 15                       | 1145                     | 1375                     | -230                     | 0.1667                   | 21                       |
| 9.  | AZS OPTeam Rzeszów               | 18                       | 3                        | 15                       | 945                      | 1278                     | -333                     | 0.1667                   | 21                       |
| 10. | PTK Pabianice                    | 18                       | 0                        | 18                       | 901                      | 1352                     | -451                     | 0.0000                   | 18                       |
| 11. | KK ROW Rybnik                    | Wycofał się z rozgrywek. | Wycofał się z rozgrywek. | Wycofał się z rozgrywek. | Wycofał się z rozgrywek. | Wycofał się z rozgrywek. | Wycofał się z rozgrywek. | Wycofał się z rozgrywek. | Wycofał się z rozgrywek. |

### Wyniki
| Gospodarz/Gość                   | BYD   | RZE   | POL   | GDY   | GWP   | TOR   | PRU   | PAB   | WID    | WIS   |
| -------------------------------- | ----- | ----- | ----- | ----- | ----- | ----- | ----- | ----- | ------ | ----- |
| Artego Bydgoszcz                 | —     | 94–37 | 57–68 | 79–63 | 88–66 | 77–63 | 78–58 | 85–42 | 105–64 | 52–61 |
| AZS OPTeam Rzeszów               | 64–88 | —     | 33–47 | 62–64 | 54–64 | 57–76 | 43–74 | 93–61 | 74–63  | 39–78 |
| CCC Polkowice                    | 64–70 | 93–39 | —     | 73–42 | 67–34 | 78–52 | 70–57 | 89–39 | 74–43  | 56–49 |
| Centrum Wzgórze Gdynia           | 74–79 | 80–61 | 64–72 | —     | 64–88 | 74–84 | 55–62 | 72–59 | 89–83  | 67–73 |
| Enea AZS AJP Gorzów Wielkopolski | 64–69 | 76–44 | 56–91 | 74–58 | —     | 59–70 | 37–59 | 77–42 | 92–69  | 36–58 |
| Energa Toruń                     | 62–74 | 69–48 | 73–80 | 92–58 | 70–61 | —     | 87–68 | 66–49 | 93–60  | 69–80 |
| Matizol Lider Pruszków           | 62–69 | 47–38 | 55–58 | 58–56 | 68–54 | 56–68 | —     | 71–52 | 69–52  | 68–51 |
| PTK Pabianice                    | 49–79 | 54–64 | 49–80 | 47–68 | 66–56 | 36–57 | 59–76 | —     | 50–62  | 56–83 |
| Widzew Łódź                      | 64–84 | 78–53 | 55–73 | 72–78 | 63–67 | 69–74 | 54–71 | 82–57 | —      | 48–85 |
| Wisła Kraków                     | 49–65 | 72–42 | 61–75 | 83–59 | 74–56 | 77–57 | 62–58 | 82–44 | 87–64  | —     |

### Statystyki po sezonie zasadniczym

#### Liderzy statystyk indywidualnych według średniej
| Kategoria                  | Zawodnik             | Klub                   | Wynik  |
| -------------------------- | -------------------- | ---------------------- | ------ |
| Punkty                     | Nnemkadi Ogwumike    | CCC Polkowice          | 18,20  |
| Zbiórki                    | Charity Szczechowiak | Artego Bydgoszcz       | 9,56   |
| Asysty                     | Julie McBride        | Artego Bydgoszcz       | 7,10   |
| Przechwyty                 | Weronika Gajda       | Energa Toruń           | 2,83   |
| Bloki                      | Agnieszka Majewska   | CCC Polkowice          | 1,83   |
| Straty                     | Walerija Musina      | CCC Polkowice          | 3,92   |
| Faule                      | Leona Jankowska      | Widzew Łódź            | 3,56   |
| Czas gry                   | Julie McBride        | Artego Bydgoszcz       | 34:92  |
| Skuteczność z gry          | Justyna Jeziorna     | Artego Bydgoszcz       | 64,70% |
| Skuteczność rzutów wolnych | Talisa Rhea          | Centrum Wzgórze Gdynia | 92,70% |
| Skuteczność za 3           | Belinda Snell        | CCC Polkowice          | 43,00% |
| Eval                       | Nnemkadi Ogwumike    | CCC Polkowice          | 20,50  |

#### Rekordy
| Kategoria        | Zawodnik           | Klub                             | Wynik |
| ---------------- | ------------------ | -------------------------------- | ----- |
| Punkty           | Nicole Michael     | Energa Toruń                     | 33    |
| Zbiórki          | Sybil Dosty        | Enea AZS AJP Gorzów Wielkopolski | 19    |
| Asysty           | Julie McBride      | Artego Bydgoszcz                 | 15    |
| Przechwyty       | Nicole Michael     | Energa Toruń                     | 10    |
| Bloki            | Agnieszka Majewska | CCC Polkowice                    | 5     |
| Celne rzuty za 3 | Belinda Snell      | CCC Polkowice                    | 8     |

#### Liderzy statystyk drużynowych według średniej
| Kategoria                    | Klub                   | Wynik  |
| ---------------------------- | ---------------------- | ------ |
| Punkty                       | Artego Bydgoszcz       | 75,30  |
| Zbiórki                      | Artego Bydgoszcz       | 39,23  |
| Asysty                       | CCC Polkowice          | 17,30  |
| Przechwyty                   | Artego Bydgoszcz       | 10,10  |
| Bloki                        | Matizol Lider Pruszków | 3,14   |
| Straty                       | PTK Pabianice          | 23,60  |
| Skuteczność z gry            | CCC Polkowice          | 47,00% |
| Skuteczność z rzutów wolnych | CCC Polkowice          | 78,90% |
| Skuteczność za 3             | CCC Polkowice          | 35,90% |

## Faza play-off
|  |             |                                  |             |              |   |          |                  |          |  |  |       |       |       |
|  | Ćwierćfinał | Ćwierćfinał                      | Ćwierćfinał |              |   | Półfinał | Półfinał         | Półfinał |  |  | Finał | Finał | Finał |
|  | Ćwierćfinał | Ćwierćfinał                      | Ćwierćfinał |              |   | Półfinał | Półfinał         | Półfinał |  |  | Finał | Finał | Finał |
|  |             |                                  |             |              |   |          |                  |          |  |  |       |       |       |
|  |             |                                  |             |              |   |          |                  |          |  |  |       |       |       |
|  | 1           | CCC Polkowice                    | 3           |              |   |          |                  |          |  |  |       |       |       |
|  | 1           | CCC Polkowice                    | 3           |              |   |          |                  |          |  |  |       |       |       |
|  | 8           | Widzew Łódź                      | 0           |              |   |          |                  |          |  |  |       |       |       |
|  | 8           | Widzew Łódź                      | 0           |              |   | 1        | CCC Polkowice    | 3        |  |  |       |       |       |
|  |             |                                  |             |              |   | 1        | CCC Polkowice    | 3        |  |  |       |       |       |
|  |             |                                  | 4           | Energa Toruń | 0 |          |                  |          |  |  |       |       |       |
|  | 4           | Energa Toruń                     | 4           | Energa Toruń | 0 | 3        |                  |          |  |  |       |       |       |
|  | 4           | Energa Toruń                     |             |              |   |          |                  |          |  |  |       |       |       |
|  | 5           | Matizol Lider Pruszków           | 0           |              |   |          |                  |          |  |  |       |       |       |
|  | 5           | Matizol Lider Pruszków           | 0           |              |   | 1        | CCC Polkowice    | 4        |  |  |       |       |       |
|  |             |                                  |             |              |   |          |                  |          |  |  |       |       |       |
|  |             |                                  | 3           | Wisła Kraków | 0 |          |                  |          |  |  |       |       |       |
|  | 2           | Artego Bydgoszcz                 | 3           | Wisła Kraków | 0 | 3        |                  |          |  |  |       |       |       |
|  | 2           | Artego Bydgoszcz                 |             |              |   |          |                  |          |  |  |       |       |       |
|  | 7           | Centrum Wzgórze Gdynia           | 0           |              |   |          |                  |          |  |  |       |       |       |
|  | 7           | Centrum Wzgórze Gdynia           | 0           |              |   | 2        | Artego Bydgoszcz | 1        |  |  |       |       |       |
|  |             |                                  |             |              |   | 2        | Artego Bydgoszcz | 1        |  |  |       |       |       |
|  |             |                                  | 3           | Wisła Kraków | 3 |          |                  |          |  |  |       |       |       |
|  | 3           | Wisła Kraków                     | 3           | Wisła Kraków | 3 | 3        |                  |          |  |  |       |       |       |
|  | 3           | Wisła Kraków                     |             |              |   |          |                  |          |  |  |       |       |       |
|  | 6           | Enea AZS AJP Gorzów Wielkopolski | 0           |              |   |          |                  |          |  |  |       |       |       |
|  | 6           | Enea AZS AJP Gorzów Wielkopolski | 0           |              |   |          |                  |          |  |  |       |       |       |

o 3. miejsce
|  |              |                  |   |
|  | o 3. miejsce |                  |   |
|  |              |                  |   |
|  |              |                  |   |
|  |              |                  |   |
|  | 2            | Artego Bydgoszcz | 3 |
|  | 2            | Artego Bydgoszcz | 3 |
|  | 4            | Energa Toruń     | 2 |
|  | 4            | Energa Toruń     | 2 |
|  |              |                  |   |

### o 9. miejsce
| 16 lutego 2013 16:00 | Raport | PTK Pabianice 57 – 57 AZS OPTeam Rzeszów               | PTK Pabianice 57 – 57 AZS OPTeam Rzeszów | PTK Pabianice 57 – 57 AZS OPTeam Rzeszów                                    |  | Pabianice Sędziowie: Mariusz Adameczek, Robert Mordal, Krzysztof Puchałka |
| 16 lutego 2013 16:00 | Raport | Rezultaty w kwartach: 22–18, 11–12, 11–12, 13–15       |                                          |                                                                             |  | Pabianice Sędziowie: Mariusz Adameczek, Robert Mordal, Krzysztof Puchałka |
| 16 lutego 2013 16:00 | Raport | Pkt: Nowacka 23 Zb: Piestrzyńska 11 As: Piestrzyńska 5 |                                          | Pkt: Bibrzycka, Mukosiej po 16 Zb: Krzywoń 8 As: Bibrzycka, Kaczmarska po 3 |  | Pabianice Sędziowie: Mariusz Adameczek, Robert Mordal, Krzysztof Puchałka |

| 23 lutego 2013 14:00 | Raport | AZS OPTeam Rzeszów 60 – 56 PTK Pabianice                        | AZS OPTeam Rzeszów 60 – 56 PTK Pabianice | AZS OPTeam Rzeszów 60 – 56 PTK Pabianice                       |  | Rzeszów Sędziowie: Dariusz Lenczowski, Marek Czernek, Grzegorz Czajka |
| 23 lutego 2013 14:00 | Raport | Rezultaty w kwartach: 24–18, 12–13, 14–10, 10–15                |                                          |                                                                |  | Rzeszów Sędziowie: Dariusz Lenczowski, Marek Czernek, Grzegorz Czajka |
| 23 lutego 2013 14:00 | Raport | Pkt: Kaczmarska 15 Zb: Krzywoń 10 As: Bibrzycka 3               |                                          | Pkt: Krajewska 15 Zb: Nowacka, Piestrzyńska po 8 As: Nowacka 5 |  | Rzeszów Sędziowie: Dariusz Lenczowski, Marek Czernek, Grzegorz Czajka |
| 23 lutego 2013 14:00 | Raport | AZS OPTeam Rzeszów wygrywa dwumecz i zajmuje 9. miejsce w lidze |                                          |                                                                |  | Rzeszów Sędziowie: Dariusz Lenczowski, Marek Czernek, Grzegorz Czajka |

### Ćwierćfinały
| 2 marca 2013 17:45 | Raport | CCC Polkowice 82 – 30 Widzew Łódź                     | CCC Polkowice 82 – 30 Widzew Łódź | CCC Polkowice 82 – 30 Widzew Łódź                |  | Polkowice Sędziowie: Marek Ćmikiewicz, Marcin Koralewski, Anna Roguz |
| 2 marca 2013 17:45 | Raport | Rezultaty w kwartach: 19–10, 20–7, 26–9, 17–4         |                                   |                                                  |  | Polkowice Sędziowie: Marek Ćmikiewicz, Marcin Koralewski, Anna Roguz |
| 2 marca 2013 17:45 | Raport | Pkt: Ogwumike 18 Zb: Leciejewska 11 As: Zoll-Norman 8 |                                   | Pkt: Jankowska 13 Zb: Jankowska 7 As: Chomicka 3 |  | Polkowice Sędziowie: Marek Ćmikiewicz, Marcin Koralewski, Anna Roguz |

| 3 marca 2013 17:45 | Raport | CCC Polkowice 91 – 46 Widzew Łódź              | CCC Polkowice 91 – 46 Widzew Łódź | CCC Polkowice 91 – 46 Widzew Łódź                          |  | Polkowice Sędziowie: Dariusz Szczerba, Krzysztof Puchałka, Łukasz Andrzejewski |
| 3 marca 2013 17:45 | Raport | Rezultaty w kwartach: 23–8, 23–18, 23–11, 22–9 |                                   |                                                            |  | Polkowice Sędziowie: Dariusz Szczerba, Krzysztof Puchałka, Łukasz Andrzejewski |
| 3 marca 2013 17:45 | Raport | Pkt: Ogwumike 20 Zb: Leciejewska 8 As: Palau 7 |                                   | Pkt: Jankowska 10 Zb: Jankowska 5 As: Pawlak, Rzeźnik po 3 |  | Polkowice Sędziowie: Dariusz Szczerba, Krzysztof Puchałka, Łukasz Andrzejewski |

| 12 marca 2013 18:30 | Raport | Widzew Łódź 69 – 86 CCC Polkowice                | Widzew Łódź 69 – 86 CCC Polkowice | Widzew Łódź 69 – 86 CCC Polkowice                      |  | Łódź Sędziowie: Tomasz Kudlicki, Robert Zieliński, Tomasz Tomaszewski |
| 12 marca 2013 18:30 | Raport | Rezultaty w kwartach: 18–22, 15–27, 19–24, 17–13 |                                   |                                                        |  | Łódź Sędziowie: Tomasz Kudlicki, Robert Zieliński, Tomasz Tomaszewski |
| 12 marca 2013 18:30 | Raport | Pkt: Pawlak 18 Zb: Jankowska 9 As: Jankowska 5   |                                   | Pkt: Musina, Ogwumike po 18 Zb: Ogwumike 7 As: Palau 6 |  | Łódź Sędziowie: Tomasz Kudlicki, Robert Zieliński, Tomasz Tomaszewski |
| 12 marca 2013 18:30 | Raport | CCC Polkowice wygrywa serię 3–0                  |                                   |                                                        |  | Łódź Sędziowie: Tomasz Kudlicki, Robert Zieliński, Tomasz Tomaszewski |

| 2 marca 2013 18:00 | Raport | Energa Toruń 73 – 60 Matizol Lider Pruszków              | Energa Toruń 73 – 60 Matizol Lider Pruszków | Energa Toruń 73 – 60 Matizol Lider Pruszków           |  | Toruń Sędziowie: Kowalski, Paweł Białas, Michał Chrakowiecki |
| 2 marca 2013 18:00 | Raport | Rezultaty w kwartach: 13–10, 16–10, 20–22, 24–18         |                                             |                                                       |  | Toruń Sędziowie: Kowalski, Paweł Białas, Michał Chrakowiecki |
| 2 marca 2013 18:00 | Raport | Pkt: Gajda 27 Zb: Michael 11 As: Krawiec, Lamparska po 3 |                                             | Pkt: Kaczmarczyk 16 Zb: Kaczmarczyk 9 As: Gilbreath 5 |  | Toruń Sędziowie: Kowalski, Paweł Białas, Michał Chrakowiecki |

| 3 marca 2023 17:00 | Raport | Energa Toruń 70 – 64 Matizol Lider Pruszków        | Energa Toruń 70 – 64 Matizol Lider Pruszków | Energa Toruń 70 – 64 Matizol Lider Pruszków       |  | Toruń Sędziowie: Dariusz Lenczowski, Damian Ottenburger, Mariusz Adameczek |
| 3 marca 2023 17:00 | Raport | Rezultaty w kwartach: 24–12, 14–21, 8–16, 24–15    |                                             |                                                   |  | Toruń Sędziowie: Dariusz Lenczowski, Damian Ottenburger, Mariusz Adameczek |
| 3 marca 2023 17:00 | Raport | Pkt: Michael, Misiek po 15 Zb: Misiek 7 As: Ross 6 |                                             | Pkt: Bekasiewicz 20 Zb: Gilbreath 11 As: Colson 4 |  | Toruń Sędziowie: Dariusz Lenczowski, Damian Ottenburger, Mariusz Adameczek |

| 16 marca 2023 18:00 | Raport | Matizol Lider Pruszków 68 – 79 Energa Toruń                         | Matizol Lider Pruszków 68 – 79 Energa Toruń | Matizol Lider Pruszków 68 – 79 Energa Toruń              |  | Pruszków Sędziowie: Janusz Calik, Tomasz Trojanowski, Tomasz Tomaszewski |
| 16 marca 2023 18:00 | Raport | Rezultaty w kwartach: 19–20, 13–28, 16–16, 20–15                    |                                             |                                                          |  | Pruszków Sędziowie: Janusz Calik, Tomasz Trojanowski, Tomasz Tomaszewski |
| 16 marca 2023 18:00 | Raport | Pkt: Kaczmarczyk 17 Zb: Gilbreath, Kaczmarczyk po 5 As: Gilbreath 5 |                                             | Pkt: Gajda 16 Zb: Michael 14 As: trzech zawodniczek po 3 |  | Pruszków Sędziowie: Janusz Calik, Tomasz Trojanowski, Tomasz Tomaszewski |
| 16 marca 2023 18:00 | Raport | Energa Toruń wygrywa serię 3–0                                      |                                             |                                                          |  | Pruszków Sędziowie: Janusz Calik, Tomasz Trojanowski, Tomasz Tomaszewski |

| 2 marca 2013 18:00 | Raport | Artego Bydgoszcz 90 – 63 Centrum Wzgórze Gdynia     | Artego Bydgoszcz 90 – 63 Centrum Wzgórze Gdynia | Artego Bydgoszcz 90 – 63 Centrum Wzgórze Gdynia       |  | Bydgoszcz Sędziowie: Tomasz Kudlicki, Tomasz Trojanowski, Mariusz Nawrocki |
| 2 marca 2013 18:00 | Raport | Rezultaty w kwartach: 31–19, 24–20, 17–17, 18–7     |                                                 |                                                       |  | Bydgoszcz Sędziowie: Tomasz Kudlicki, Tomasz Trojanowski, Mariusz Nawrocki |
| 2 marca 2013 18:00 | Raport | Pkt: McBride 34 Zb: Gala, Morris po 8 As: McBride 5 |                                                 | Pkt: Kassing, Korczyc po 12 Zb: Kassing 6 As: Dixon 4 |  | Bydgoszcz Sędziowie: Tomasz Kudlicki, Tomasz Trojanowski, Mariusz Nawrocki |

| 3 marca 2013 16:00 | Raport | Artego Bydgoszcz 84 – 65 Centrum Wzgórze Gdynia              | Artego Bydgoszcz 84 – 65 Centrum Wzgórze Gdynia | Artego Bydgoszcz 84 – 65 Centrum Wzgórze Gdynia |  | Bydgoszcz Sędziowie: Andrzej Zalewski, Marcin Bieńkowski, Robert Zieliński |
| 3 marca 2013 16:00 | Raport | Rezultaty w kwartach: 18–11, 21–14, 21–13, 24–27             |                                                 |                                                 |  | Bydgoszcz Sędziowie: Andrzej Zalewski, Marcin Bieńkowski, Robert Zieliński |
| 3 marca 2013 16:00 | Raport | Pkt: Szott-Hejmej 18 Zb: Szott-Hejmej 17 As: Julie McBride 9 |                                                 | Pkt: Kassing 15 Zb: Dixon 8 As: Dixon 4         |  | Bydgoszcz Sędziowie: Andrzej Zalewski, Marcin Bieńkowski, Robert Zieliński |

| 17 marca 2023 18:30 | Raport | Centrum Wzgórze Gdynia 50 – 77 Artego Bydgoszcz  | Centrum Wzgórze Gdynia 50 – 77 Artego Bydgoszcz | Centrum Wzgórze Gdynia 50 – 77 Artego Bydgoszcz      |  | Gdynia Sędziowie: Artur Fiedler, Marcin Koralewski, Mariusz Nawrocki |
| 17 marca 2023 18:30 | Raport | Rezultaty w kwartach: 12–23, 13–23, 14–15, 11–16 |                                                 |                                                      |  | Gdynia Sędziowie: Artur Fiedler, Marcin Koralewski, Mariusz Nawrocki |
| 17 marca 2023 18:30 | Raport | Pkt: Rhea 11 Zb: Kassing 5 As: Dixon 4           |                                                 | Pkt: Szumełda-Krzycka 18 Zb: McBride 7 As: McBride 8 |  | Gdynia Sędziowie: Artur Fiedler, Marcin Koralewski, Mariusz Nawrocki |
| 17 marca 2023 18:30 | Raport | Artego Bydgoszcz wygrywa serię 3–0               |                                                 |                                                      |  | Gdynia Sędziowie: Artur Fiedler, Marcin Koralewski, Mariusz Nawrocki |

| 4 marca 2023 16:30 | Raport | Wisła Kraków 79 – 43 Enea AZS AJP Gorzów Wielkopolski | Wisła Kraków 79 – 43 Enea AZS AJP Gorzów Wielkopolski | Wisła Kraków 79 – 43 Enea AZS AJP Gorzów Wielkopolski               |  | Kraków Sędziowie: Andrzej Zalewski, Karol Nowak, Cezary Nowicki |
| 4 marca 2023 16:30 | Raport | Rezultaty w kwartach: 30–9, 6–16, 23–10, 20–8         |                                                       |                                                                     |  | Kraków Sędziowie: Andrzej Zalewski, Karol Nowak, Cezary Nowicki |
| 4 marca 2023 16:30 | Raport | Pkt: Maliszewska 13 Zb: Charles 11 As: Phillips 7     |                                                       | Pkt: Makowska, Nwagbo po 13 Zb: Nwagbo 10 As: trzy zawodniczki po 2 |  | Kraków Sędziowie: Andrzej Zalewski, Karol Nowak, Cezary Nowicki |

| 5 marca 2013 18:00 | Raport | Wisła Kraków 71 – 56 Enea AZS AJP Gorzów Wielkopolski                  | Wisła Kraków 71 – 56 Enea AZS AJP Gorzów Wielkopolski | Wisła Kraków 71 – 56 Enea AZS AJP Gorzów Wielkopolski |  | Kraków Sędziowie: Piotr Pastusiak, Robert Mordal, Anna Roguz |
| 5 marca 2013 18:00 | Raport | Rezultaty w kwartach: 14–20, 16–12, 22–12, 19–12                       |                                                       |                                                       |  | Kraków Sędziowie: Piotr Pastusiak, Robert Mordal, Anna Roguz |
| 5 marca 2013 18:00 | Raport | Pkt: Mieloszyńska-Zwolak 16 Zb: Charles, Phillips po 12 As: Phillips 8 |                                                       | Pkt: Nwagbo 16 Zb: Nwagbo 10 As: Skobel 4             |  | Kraków Sędziowie: Piotr Pastusiak, Robert Mordal, Anna Roguz |

| 16 marca 2023 18:00 | Raport | Enea AZS AJP Gorzów Wielkopolski 59 – 62 Wisła Kraków | Enea AZS AJP Gorzów Wielkopolski 59 – 62 Wisła Kraków | Enea AZS AJP Gorzów Wielkopolski 59 – 62 Wisła Kraków                 |  | Gorzów Wielkopolski Sędziowie: Marek Ćmikiewicz, Roman Putyra, Paweł Białas |
| 16 marca 2023 18:00 | Raport | Rezultaty w kwartach: 13–19, 14–25, 21–9, 11–9        |                                                       |                                                                       |  | Gorzów Wielkopolski Sędziowie: Marek Ćmikiewicz, Roman Putyra, Paweł Białas |
| 16 marca 2023 18:00 | Raport | Pkt: Nwagbo 25 Zb: Nwagbo 15 As: Dźwigalska 5         |                                                       | Pkt: De Mondt 19 Zb: Mieloszyńska-Zwolak 12 As: trzy zawodniczki po 2 |  | Gorzów Wielkopolski Sędziowie: Marek Ćmikiewicz, Roman Putyra, Paweł Białas |
| 16 marca 2023 18:00 | Raport | Wisła Can-Pack Kraków wygrywa serię 3–0               |                                                       |                                                                       |  | Gorzów Wielkopolski Sędziowie: Marek Ćmikiewicz, Roman Putyra, Paweł Białas |

### Półfinały
| 26 marca 2013 17:00 | Raport | Artego Bydgoszcz 68 – 63 Wisła Kraków                          | Artego Bydgoszcz 68 – 63 Wisła Kraków | Artego Bydgoszcz 68 – 63 Wisła Kraków            |  | Bydgoszcz Sędziowie: Marek Maliszewski, Damian Ottenburger, Tomasz Tomaszewski |
| 26 marca 2013 17:00 | Raport | Rezultaty w kwartach: 18–16, 21–18, 18–15, 11–14               |                                       |                                                  |  | Bydgoszcz Sędziowie: Marek Maliszewski, Damian Ottenburger, Tomasz Tomaszewski |
| 26 marca 2013 17:00 | Raport | Pkt: McBride 23 Zb: Jeziorna 11 As: McBride, Szott-Hejmej po 4 |                                       | Pkt: Maliszewska 15 Zb: Charles 9 As: Phillips 4 |  | Bydgoszcz Sędziowie: Marek Maliszewski, Damian Ottenburger, Tomasz Tomaszewski |

| 27 marca 2013 17:00 | Raport | Artego Bydgoszcz 63 – 90 Wisła Kraków            | Artego Bydgoszcz 63 – 90 Wisła Kraków | Artego Bydgoszcz 63 – 90 Wisła Kraków         |  | Bydgoszcz Sędziowie: Marek Ćmikiewicz, Dariusz Szczerba, Łukasz Andrzejewski |
| 27 marca 2013 17:00 | Raport | Rezultaty w kwartach: 18–30, 17–19, 11–19, 17–22 |                                       |                                               |  | Bydgoszcz Sędziowie: Marek Ćmikiewicz, Dariusz Szczerba, Łukasz Andrzejewski |
| 27 marca 2013 17:00 | Raport | Pkt: Szott-Hejmej 26 Zb: Gala 6 As: McBride 5    |                                       | Pkt: Charles 22 Zb: Charles 13 As: Phillips 7 |  | Bydgoszcz Sędziowie: Marek Ćmikiewicz, Dariusz Szczerba, Łukasz Andrzejewski |

| 6 kwietnia 2013 16:00 | Raport | Wisła Kraków 65 – 51 Artego Bydgoszcz           | Wisła Kraków 65 – 51 Artego Bydgoszcz | Wisła Kraków 65 – 51 Artego Bydgoszcz            |  | Kraków Sędziowie: Jakub Zamojski, Robert Mordal, Mariusz Nawrocki |
| 6 kwietnia 2013 16:00 | Raport | Rezultaty w kwartach: 10–7, 13–13, 24–18, 18–13 |                                       |                                                  |  | Kraków Sędziowie: Jakub Zamojski, Robert Mordal, Mariusz Nawrocki |
| 6 kwietnia 2013 16:00 | Raport | Pkt: Charles 22 Zb: Charles 14 As: Phillips 4   |                                       | Pkt: Szott-Hejmej 17 Zb: Morris 12 As: McBride 7 |  | Kraków Sędziowie: Jakub Zamojski, Robert Mordal, Mariusz Nawrocki |

| 7 kwietnia 2013 17:15 | Raport | Wisła Kraków 80 – 58 Artego Bydgoszcz                                        | Wisła Kraków 80 – 58 Artego Bydgoszcz | Wisła Kraków 80 – 58 Artego Bydgoszcz           |  | Kraków Sędziowie: Marcin Kowalski, Roman Putyra, Paweł Białas |
| 7 kwietnia 2013 17:15 | Raport | Rezultaty w kwartach: 19–9, 20–19, 23–15, 18–15                              |                                       |                                                 |  | Kraków Sędziowie: Marcin Kowalski, Roman Putyra, Paweł Białas |
| 7 kwietnia 2013 17:15 | Raport | Pkt: trzy zawodniczki po 12 Zb: Żurowska-Cegielska 9 As: Ouviña, Pawlak po 4 |                                       | Pkt: Szott-Hejmej 17 Zb: Morris 9 As: Międzik 5 |  | Kraków Sędziowie: Marcin Kowalski, Roman Putyra, Paweł Białas |
| 7 kwietnia 2013 17:15 | Raport | Artego Bydgoszcz wygrywa serię 3–1                                           |                                       |                                                 |  | Kraków Sędziowie: Marcin Kowalski, Roman Putyra, Paweł Białas |

| 27 marca 2013 17:45 | Raport | CCC Polkowice 68 – 57 Energa Toruń                           | CCC Polkowice 68 – 57 Energa Toruń | CCC Polkowice 68 – 57 Energa Toruń          |  | Polkowice Sędziowie: Jakub Zamojski, Maciej Kotulski, Grzegorz Czajka |
| 27 marca 2013 17:45 | Raport | Rezultaty w kwartach: 16–15, 20–14, 18–17, 14–11             |                                    |                                             |  | Polkowice Sędziowie: Jakub Zamojski, Maciej Kotulski, Grzegorz Czajka |
| 27 marca 2013 17:45 | Raport | Pkt: Ogwumike 20 Zb: Leciejewska, Ogwumike po 11 As: Palau 6 |                                    | Pkt: Michael 14 Zb: Lamparska 8 As: Gajda 5 |  | Polkowice Sędziowie: Jakub Zamojski, Maciej Kotulski, Grzegorz Czajka |

| 28 marca 2013 17:45 | Raport | CCC Polkowice 71 – 53 Energa Toruń                     | CCC Polkowice 71 – 53 Energa Toruń | CCC Polkowice 71 – 53 Energa Toruń        |  | Polkowice Sędziowie: Piotr Pastusiak, Wojciech Liszka, Anna Roguz |
| 28 marca 2013 17:45 | Raport | Rezultaty w kwartach: 16–21, 22–2, 14–15, 19–15        |                                    |                                           |  | Polkowice Sędziowie: Piotr Pastusiak, Wojciech Liszka, Anna Roguz |
| 28 marca 2013 17:45 | Raport | Pkt: Snell 22 Zb: Snell 14 As: cztery zawodniczki po 3 |                                    | Pkt: Michael 12 Zb: Michael 8 As: Gajda 3 |  | Polkowice Sędziowie: Piotr Pastusiak, Wojciech Liszka, Anna Roguz |

| 5 kwietnia 2013 19:00 | Raport | Energa Toruń 76 – 83 CCC Polkowice               | Energa Toruń 76 – 83 CCC Polkowice | Energa Toruń 76 – 83 CCC Polkowice           |  | Toruń Sędziowie: Janusz Calik, Grzegorz Dziopak, Marek Czernek |
| 5 kwietnia 2013 19:00 | Raport | Rezultaty w kwartach: 23–20, 16–19, 19–17, 18–27 |                                    |                                              |  | Toruń Sędziowie: Janusz Calik, Grzegorz Dziopak, Marek Czernek |
| 5 kwietnia 2013 19:00 | Raport | Pkt: Gajda 25 Zb: Koc 8 As: Gajda 4              |                                    | Pkt: Ogwumike 34 Zb: Ogwumike 13 As: Palau 9 |  | Toruń Sędziowie: Janusz Calik, Grzegorz Dziopak, Marek Czernek |
| 5 kwietnia 2013 19:00 | Raport | CCC Polkowice wygrywa serię 3–0                  |                                    |                                              |  | Toruń Sędziowie: Janusz Calik, Grzegorz Dziopak, Marek Czernek |

### O 3. miejsce
| 13 kwietnia 2013 17:00 | Raport | Artego Bydgoszcz 76 – 81 Energa Toruń            | Artego Bydgoszcz 76 – 81 Energa Toruń | Artego Bydgoszcz 76 – 81 Energa Toruń    |  | Bydgoszcz Sędziowie: Jakub Zamojski, Dariusz Zapolski, Robert Mordal |
| 13 kwietnia 2013 17:00 | Raport | Rezultaty w kwartach: 14–23, 18–22, 25–14, 19–22 |                                       |                                          |  | Bydgoszcz Sędziowie: Jakub Zamojski, Dariusz Zapolski, Robert Mordal |
| 13 kwietnia 2013 17:00 | Raport | Pkt: Morris 27 Zb: Morris 13 As: McBride 10      |                                       | Pkt: Gajda 23 Zb: Michael 15 As: Gajda 7 |  | Bydgoszcz Sędziowie: Jakub Zamojski, Dariusz Zapolski, Robert Mordal |

| 14 kwietnia 2013 17:00 | Raport | Artego Bydgoszcz 67 – 54 Energa Toruń                           | Artego Bydgoszcz 67 – 54 Energa Toruń | Artego Bydgoszcz 67 – 54 Energa Toruń     |  | Bydgoszcz Sędziowie: Zalewski, Grzegorz Dziopak, Marcin Koralewski |
| 14 kwietnia 2013 17:00 | Raport | Rezultaty w kwartach: 25–13, 10–14, 17–10, 15–17                |                                       |                                           |  | Bydgoszcz Sędziowie: Zalewski, Grzegorz Dziopak, Marcin Koralewski |
| 14 kwietnia 2013 17:00 | Raport | Pkt: McBride 23 Zb: Międzik, Kristen Morris po 11 As: McBride 8 |                                       | Pkt: Ross 17 Zb: Lamparska 10 As: Gajda 4 |  | Bydgoszcz Sędziowie: Zalewski, Grzegorz Dziopak, Marcin Koralewski |

| 19 kwietnia 2013 19:00 | Raport | Energa Toruń 72 – 82 Artego Bydgoszcz                    | Energa Toruń 72 – 82 Artego Bydgoszcz | Energa Toruń 72 – 82 Artego Bydgoszcz        |  | Toruń Sędziowie: Marcin Kowalski, Roman Putyra, Paweł Białas |
| 19 kwietnia 2013 19:00 | Raport | Rezultaty w kwartach: 19–20, 16–20, 14–18, 23–24         |                                       |                                              |  | Toruń Sędziowie: Marcin Kowalski, Roman Putyra, Paweł Białas |
| 19 kwietnia 2013 19:00 | Raport | Pkt: Krawiec, Lamparska po 15 Zb: Michael 13 As: Gajda 7 |                                       | Pkt: McBride 20 Zb: Morris 14 As: McBride 11 |  | Toruń Sędziowie: Marcin Kowalski, Roman Putyra, Paweł Białas |

| 20 kwietnia 2013 19:00 | Raport | Energa Toruń 65 – 59 Artego Bydgoszcz                    | Energa Toruń 65 – 59 Artego Bydgoszcz | Energa Toruń 65 – 59 Artego Bydgoszcz                 |  | Toruń Sędziowie: Janusz Calik, Tomasz Trojanowski, Marek Czernek |
| 20 kwietnia 2013 19:00 | Raport | Rezultaty w kwartach: 19–17, 18–21, 15–14, 13–7          |                                       |                                                       |  | Toruń Sędziowie: Janusz Calik, Tomasz Trojanowski, Marek Czernek |
| 20 kwietnia 2013 19:00 | Raport | Pkt: Krawiec 17 Zb: Michael 13 As: trzy zawodniczki po 3 |                                       | Pkt: McBride, Morris po 14 Zb: Morris 9 As: McBride 8 |  | Toruń Sędziowie: Janusz Calik, Tomasz Trojanowski, Marek Czernek |

| 24 kwietnia 2013 17:00 | Raport | Artego Bydgoszcz 91 – 47 Energa Toruń                           | Artego Bydgoszcz 91 – 47 Energa Toruń | Artego Bydgoszcz 91 – 47 Energa Toruń    |  | Bydgoszcz Sędziowie: Marek Ćmikiewicz, Tomasz Trawicki, Tomasz Kudlicki |
| 24 kwietnia 2013 17:00 | Raport | Rezultaty w kwartach: 20–17, 16–11, 27–12, 28–7                 |                                       |                                          |  | Bydgoszcz Sędziowie: Marek Ćmikiewicz, Tomasz Trawicki, Tomasz Kudlicki |
| 24 kwietnia 2013 17:00 | Raport | Pkt: Szott-Hejmej 26 Zb: Morris 18 As: McBride 5                |                                       | Pkt: Gajda 11 Zb: Michael 11 As: Gajda 3 |  | Bydgoszcz Sędziowie: Marek Ćmikiewicz, Tomasz Trawicki, Tomasz Kudlicki |
| 24 kwietnia 2013 17:00 | Raport | Artego Bydgoszcz wygrywa serię 3–2 i zajmuje 3. miejsce w lidze |                                       |                                          |  | Bydgoszcz Sędziowie: Marek Ćmikiewicz, Tomasz Trawicki, Tomasz Kudlicki |

### Finał
| 13 kwietnia 2013 13:00 | Raport | CCC Polkowice 71 – 69 Wisła Kraków              | CCC Polkowice 71 – 69 Wisła Kraków | CCC Polkowice 71 – 69 Wisła Kraków                     |  | Polkowice Sędziowie: Tomasz Trawicki, Piotr Pastusiak, Cezary Nowicki |
| 13 kwietnia 2013 13:00 | Raport | Rezultaty w kwartach: 26–15, 9–15, 16–26, 20–13 |                                    |                                                        |  | Polkowice Sędziowie: Tomasz Trawicki, Piotr Pastusiak, Cezary Nowicki |
| 13 kwietnia 2013 13:00 | Raport | Pkt: Musina 19 Zb: Ogwumike 6 As: Snell 6       |                                    | Pkt: Charles 29 Zb: Charles 11 As: Ouviña, Pawlak po 3 |  | Polkowice Sędziowie: Tomasz Trawicki, Piotr Pastusiak, Cezary Nowicki |

| 14 kwietnia 2013 19:30 | Raport | CCC Polkowice 73 – 52 Wisła Kraków                       | CCC Polkowice 73 – 52 Wisła Kraków | CCC Polkowice 73 – 52 Wisła Kraków                               |  | Polkowice Sędziowie: Jakub Zamojski, Dariusz Zapolski, Tomasz Tomaszewski |
| 14 kwietnia 2013 19:30 | Raport | Rezultaty w kwartach: 17–14, 20–8, 14–18, 22–12          |                                    |                                                                  |  | Polkowice Sędziowie: Jakub Zamojski, Dariusz Zapolski, Tomasz Tomaszewski |
| 14 kwietnia 2013 19:30 | Raport | Pkt: Musina 23 Zb: Ogwumike 13 As: trzy zawodniczki po 3 |                                    | Pkt: Żurowska-Cegielska 16 Zb: Charles, Ouviña po 9 As: Ouviña 4 |  | Polkowice Sędziowie: Jakub Zamojski, Dariusz Zapolski, Tomasz Tomaszewski |

| 21 kwietnia 2013 17:45 | Raport | Wisła Kraków 69 – 82 CCC Polkowice               | Wisła Kraków 69 – 82 CCC Polkowice | Wisła Kraków 69 – 82 CCC Polkowice          |  | Kraków Sędziowie: Marek Maliszewski, Tomasz Kudlicki, Marcin Koralewski |
| 21 kwietnia 2013 17:45 | Raport | Rezultaty w kwartach: 19–20, 19–22, 16–24, 15–16 |                                    |                                             |  | Kraków Sędziowie: Marek Maliszewski, Tomasz Kudlicki, Marcin Koralewski |
| 21 kwietnia 2013 17:45 | Raport | Pkt: Charles 20 Zb: Charles 7 As: Ouviña 7       |                                    | Pkt: Musina 21 Zb: Ogwumike 15 As: Musina 4 |  | Kraków Sędziowie: Marek Maliszewski, Tomasz Kudlicki, Marcin Koralewski |

| 22 kwietnia 2012 18:00 | Raport | Wisła Kraków 65 – 78 CCC Polkowice                        | Wisła Kraków 65 – 78 CCC Polkowice | Wisła Kraków 65 – 78 CCC Polkowice                        |  | Kraków Sędziowie: Marek Ćmikiewicz, Artur Fiedler, Damian Ottenburger |
| 22 kwietnia 2012 18:00 | Raport | Rezultaty w kwartach: 10–27, 21–12, 24–18, 10–21          |                                    |                                                           |  | Kraków Sędziowie: Marek Ćmikiewicz, Artur Fiedler, Damian Ottenburger |
| 22 kwietnia 2012 18:00 | Raport | Pkt: Phillips 21 Zb: Charles 9 As: Phillips 3             |                                    | Pkt: Snell 20 Zb: Ogwumike 15 As: Snell, Zoll-Norman po 4 |  | Kraków Sędziowie: Marek Ćmikiewicz, Artur Fiedler, Damian Ottenburger |
| 22 kwietnia 2012 18:00 | Raport | CCC Polkowice wygrywa serię 4–0 i zostaje mistrzem Polski |                                    |                                                           |  | Kraków Sędziowie: Marek Ćmikiewicz, Artur Fiedler, Damian Ottenburger |

## Klasyfikacja końcowa
| Lp. | Klub                             |
| --- | -------------------------------- |
|     | CCC Polkowice                    |
|     | Wisła Kraków                     |
|     | Artego Bydgoszcz                 |
| 4.  | Energa Toruń                     |
| 5.  | Matizol Lider Pruszków           |
| 6.  | Enea AZS AJP Gorzów Wielkopolski |
| 7.  | Centrum Wzgórze Gdynia           |
| 8.  | Widzew Łódź                      |
| 9.  | AZS OPTeam Rzeszów               |
| 10. | PTK Pabianice                    |
| 11. | KK ROW Rybnik                    |